# Langdon (Kansas)
Pour les articles homonymes, voir Langdon.
Langdon est une ville américaine située dans le comté de Reno, au Kansas. Selon le recensement de 2020, sa population est de 39 habitants.